# Kanton Sainte-Anne (Martinique)
Kanton Sainte-Anne is een voormalig kanton van het Franse departement Martinique. Kanton Sainte-Anne maakte deel uit van het arrondissement Le Marin en telde 4.963 inwoners (2007). Het kanton had een oppervlakte van 38,42 km² en een dichtheid van 129 inwoners per vierkante kilometer. Het werd zoals alle kantons van Martinique opgeheven op 1 januari 2016.

## Gemeenten
Het kanton Sainte-Anne omvatte de volgende gemeente:
- Sainte-Anne